# Simon Wigg

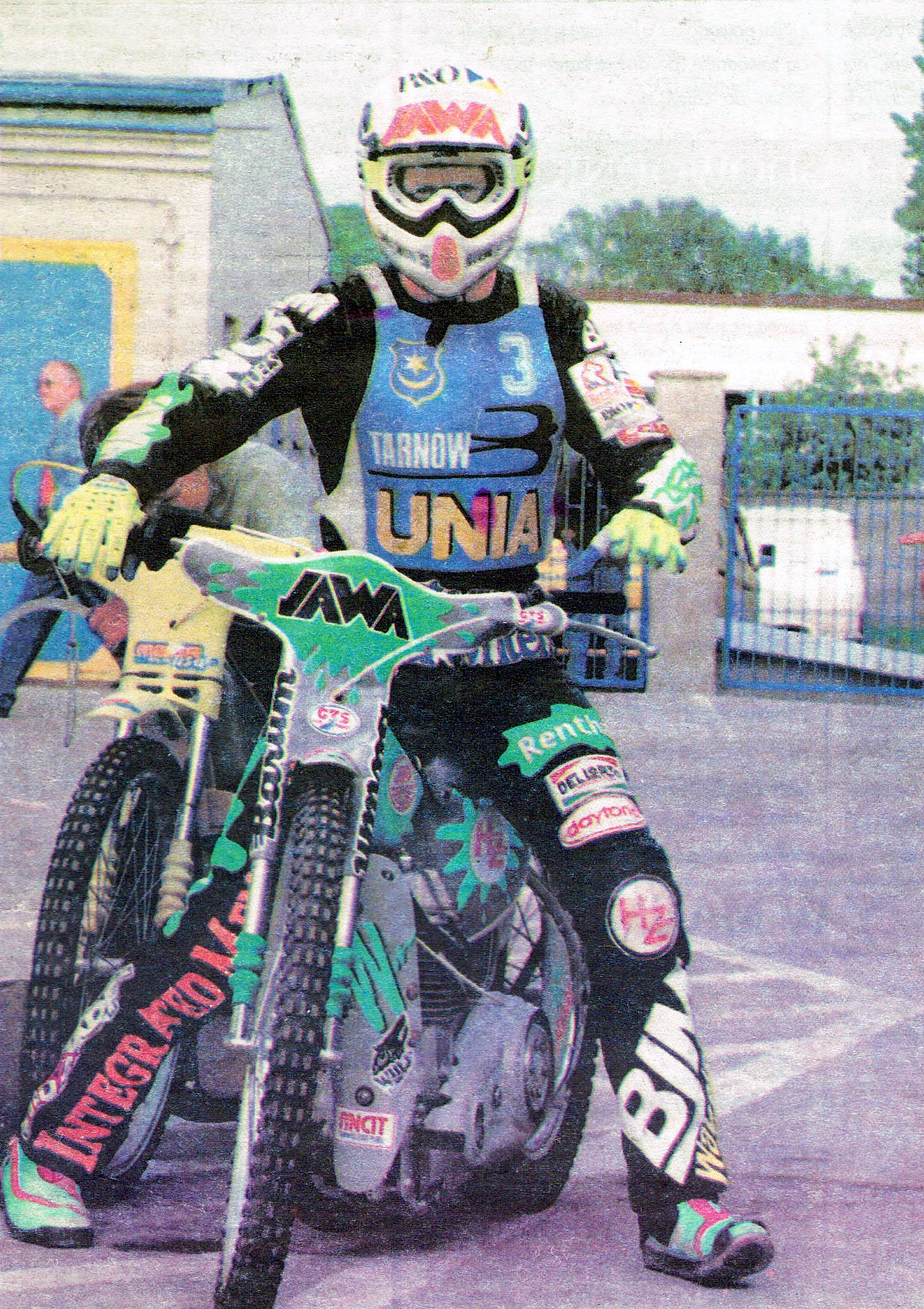
Simon Wigg 1992

Simon Wigg (* 15. Oktober 1960 in Aylesbury, England; † 15. November 2000) war ein britischer Bahnsportler. Er war sowohl im Speedway als auch auf Lang- bzw. Grasbahnen erfolgreich. Sein größter Einzel-Erfolg im Speedway war der zweite Platz bei den Weltmeisterschaften 1989 in München hinter Hans Nielsen. 1989 war er zudem Kapitän der britischen Speedway-Nationalmannschaft, die in diesem Jahr den Weltmeistertitel holte.
Noch erfolgreicher als im Speedway war er allerdings auf längeren Bahnen. So holte er fünfmal den Titel bei der Langbahn-Weltmeisterschaft.
2000 starb er an den Folgen eines Hirntumors. Zahlreiche prominente Bahnsportler, wie z. B. Sam Ermolenko, Gerd Riss und Kelvin Tatum, kamen zu seiner Beerdigung.

## Erfolge

### Einzel
- Langbahn-Weltmeister: 1985, 1989, 1990, 1993, 1994
- Speedway-Vizeweltmeister 1989
- Britischer Speedway-Meister: 1988, 1989

### Team
- Speedway-Weltmeister: 1989

| Personendaten    | Personendaten                                            |
| ---------------- | -------------------------------------------------------- |
| NAME             | Wigg, Simon                                              |
| KURZBESCHREIBUNG | britischer Bahnsportler, fünfmaliger Langbahnweltmeister |
| GEBURTSDATUM     | 15. Oktober 1960                                         |
| GEBURTSORT       | Aylesbury, England                                       |
| STERBEDATUM      | 15. November 2000                                        |